# Morte e funeral de Mikhail Gorbatchov
Em 30 de agosto de 2022, Mikhail Gorbatchov, o oitavo e último líder e presidente da União Soviética de 1985 a 1991, morreu após uma longa doença no Hospital Clínico Central de Moscou, na Rússia. Gorbatchov foi o último líder soviético vivo após a morte de Geórgiy Malenkov em 1988, foi o único que nasceu durante a existência da União Soviética e o único que morreu após sua dissolução. Com 91 anos de idade, Gorbatchov é o governante da Rússia com maior longevidade até hoje, tendo vivido mais que Alexander Kerensky e Vasili Kuznetsov, que morreram ambos aos 89 anos. Em 3 de setembro, um funeral foi realizado para Gorbatchov, e ele foi enterrado mais tarde naquele dia.
A morte de Gorbatchov provocou reações de muitos líderes e políticos mundiais, atuais e antigos.

## Funeral
O corpo de Gorbatchov foi velado em 3 de setembro no Salão dos Pilares da Casa dos Sindicatos em Moscou, que historicamente tem sido usado para realizar serviços funerários de estado para altos funcionários e líderes, incluindo Josef Stalin após sua morte em 1953. Notavelmente, ao contrário de seu sucessor, Boris Iéltsin, Gorbatchov não teria direito a um funeral de Estado. No entanto, o porta-voz do Kremlin, Dmitry Peskov, anunciou que Gorbatchov receberia "elementos de um funeral de estado", como uma guarda de honra e uma organização governamental parcial. Foi também anunciado que o presidente russo Vladimir Putin não compareceria ao funeral de Gorbatchov, uma decisão que atraiu a atenção da comunicação social. Uma declaração do Kremlin alegou que isso se devia à sua agenda lotada.
Uma grande participação pública resultou numa exibição pública do caixão e do corpo de Gorbatchov, que foi prolongada de duas para quatro horas. Esta grande afluência de público ocorreu apesar dos relatos de que muitos russos culpam Gorbatchov por lançar reformas que causaram o caos econômico e por deixar a União Soviética desmoronar-se. Apesar de ter elementos semelhantes a um funeral de Estado, incluindo a bandeira nacional cobrindo o caixão de Gorbatchov enquanto era acompanhado por guardas em passo de ganso disparando tiros no ar e uma pequena banda tocando o hino russo, foi alegado que Putin evitou dar a Gorbatchov um funeral oficial de Estado para que ele pudesse evitar ser obrigado a comparecer e também ser obrigado a convidar líderes mundiais.
Entre os que compareceram ao funeral de Gorbatchov estavam familiares, amigos, embaixadores estrangeiros na Rússia - incluindo embaixadores dos Estados Unidos, Reino Unido e Alemanha, entre outros - o primeiro-ministro húngaro Viktor Orbán e figuras do governo russo, incluindo Dmitry Medvedev. Além de Orbán, não foi encontrada nenhuma presença de outros líderes estrangeiros. Presidindo o cortejo fúnebre estava o amigo próximo de Gorbatchov, o jornalista e laureado com o Prêmio Nobel da Paz, Dmitry Muratov. Gorbatchov foi enterrado no mesmo dia no Cemitério Novodevichy em Moscou ao lado de sua esposa, Raíssa Gorbachova, de acordo com seu testamento.

## Reações

### Internas

#### Reação política
O presidente russo Vladimir Putin expressou as suas “mais profundas condolências” pela morte de Gorbatchov e anunciou que enviaria um telegrama de condolências à sua família e amigos. Naina Yeltsina, viúva do ex-presidente russo Boris Iéltsin, disse que Gorbatchov "queria sinceramente mudar o sistema soviético" e transformar a URSS num "estado livre e pacífico". O primeiro-ministro russo Mikhail Mishustin chamou Gorbatchov de "um estadista brilhante".
O deputado da Duma Estatal Vitaly Milonov (Rússia Unida) foi bastante indelicado na sua perspectiva sobre Gorbatchov, argumentando que Gorbatchov era "pior do que Hitler para a Rússia". Guennadi Ziuganov, Secretário-Geral do Partido Comunista da Federação Russa, disse à TASS que Gorbatchov foi um líder cujo governo trouxe "tristeza absoluta, infortúnio e problemas" para "todos os povos do nosso país".

#### Outros
Embora Gorbatchov tenha sido lamentado no mundo ocidental, as reações à sua morte na Rússia foram menos positivas. Ao relatar a morte de Gorbatchov, a mídia russa pouco teve a dizer sobre sua morte; O tablóide russo Komsomolskaya Pravda afirmou que Gorbatchov havia "mudado o mundo de forma muito irreversível para seus oponentes ideológicos".
O líder da oposição russa, Alexei Navalny, em uma série de tweets, ofereceu suas condolências à família e aos amigos de Gorbatchov, afirmando que o legado de Gorbatchov seria "avaliado muito mais favoravelmente pela posteridade do que pelos contemporâneos". O aliado de Navalny, Lyubov Sobol, ofereceu um sentimento semelhante, afirmando que a dissolução da União Soviética era uma inevitabilidade e que "o papel de Gorbatchov na história da Rússia ainda será apreciado". O jornalista liberal e amigo próximo de Gorbatchov, Dmitry Muratov, editor do jornal de oposição proibido Novaya Gazeta, escreveu em um artigo que Gorbatchov deu aos russos "trinta anos de paz sem a ameaça de uma guerra nuclear global". Pensamentos semelhantes foram ecoados por Alexei Venediktov, editor da estação de rádio proibida Eco de Moscou.
O antigo rabino-chefe russo Pinchas Goldschmidt elogiou Gorbatchov por levantar as restrições de viagem aos cidadãos soviéticos, argumentando que "três milhões de judeus soviéticos lhe devem a sua liberdade".

### Internacionais

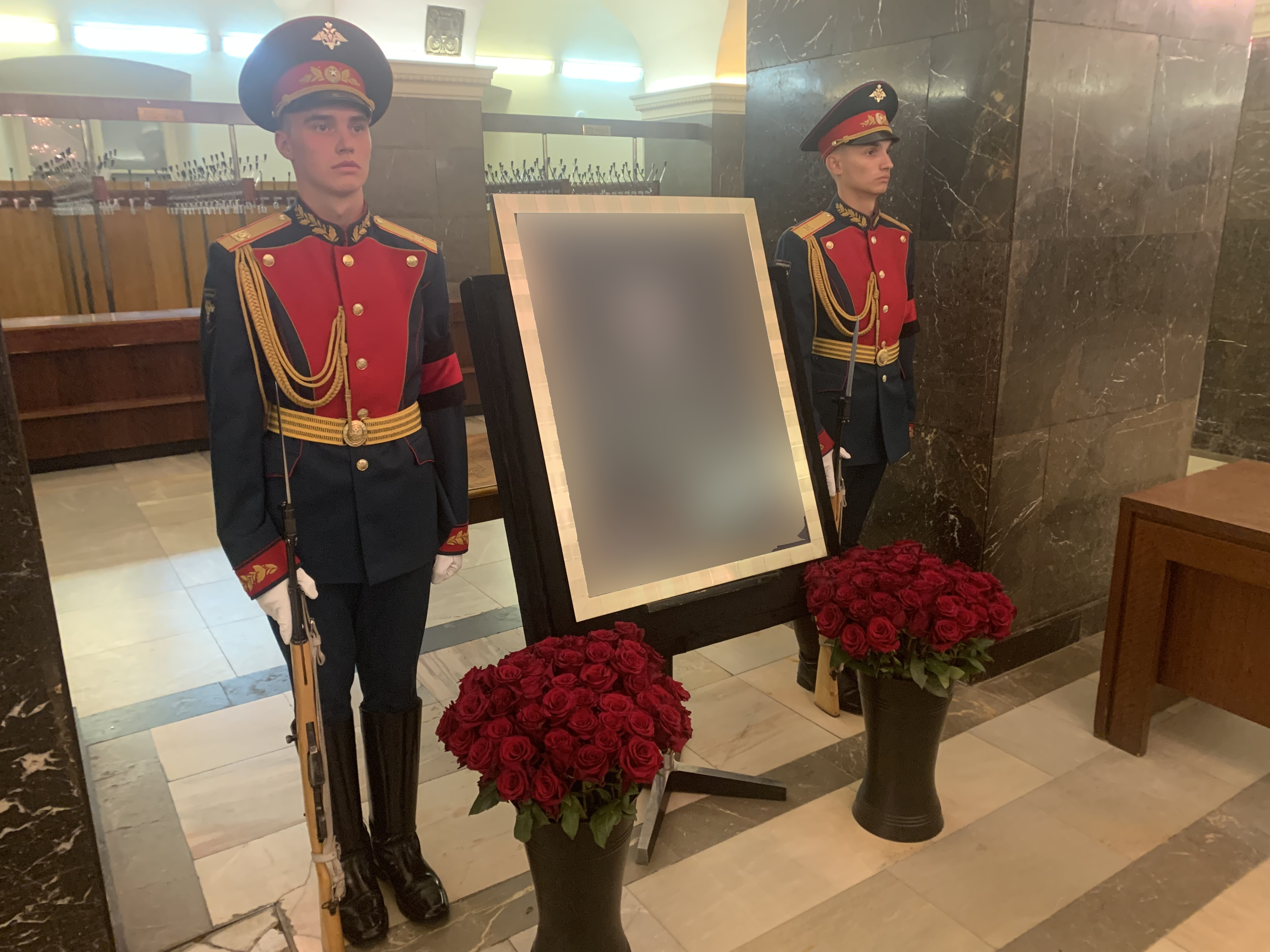
Um retrato de Mikhail Gorbatchov exposto no Salão das Colunas

Os aliados de Gorbatchov foram positivos em sua reflexão póstuma sobre ele. O ex-secretário de Estado dos Estados Unidos, James Baker III, que serviu como Chefe de Gabinete da Casa Branca durante o governo Reagan, descreveu Gorbatchov como "um gigante que conduziu sua grande nação em direção à democracia". A Fundação Reagan divulgou uma declaração em memória de Gorbatchov. O presidente dos Estados Unidos, Joe Biden, que Gorbatchov conheceu em 2009 após uma visita à Casa Branca, observou os paradigmas de glasnost e perestroika de Gorbatchov e elogiou-o por trabalhar com Ronald Reagan para acabar com a corrida armamentista nuclear.
António Guterres, Secretário-Geral das Nações Unidas, descreveu Gorbatchov como "um estadista único que mudou o curso da história", afirmando ainda que "ele fez mais do que qualquer outro indivíduo para trazer o fim pacífico da Guerra Fria".
Na Europa, a presidente da Comissão Europeia, Ursula von der Leyen, chamou Gorbatchov de "líder confiável e respeitado". A presidente do Parlamento Europeu, Roberta Metsola, manifestou sentimentos semelhantes.
A Rainha Elizabeth II, em sua mensagem ao povo russo sobre a morte de Gorbatchov, relembrou "muito carinho" de sua visita de Estado à Grã-Bretanha em 1989, afirmando que "por meio de sua coragem e visão, ele conquistou a admiração, o afeto e o respeito do povo britânico". A sua declaração pessoal foi tornada pública pela Embaixada do Reino Unido, em Moscou, na sua conta oficial Vkontakte. A rainha morreu apenas nove dias depois de Gorbatchov.
A ex-chanceler alemã Angela Merkel fez referência à queda do Muro de Berlim em sua declaração sobre a morte de Gorbatchov. Merkel, que vem da Alemanha Oriental, disse que "o mundo perdeu um líder mundial único" e que ele "escreveu a história". Da mesma forma, o atual chanceler alemão Olaf Scholz comentou que Gorbatchov dissolveu a Cortina de Ferro. O presidente francês Emmanuel Macron, tal como Merkel, observou que Gorbatchov “mudou a história comum”.

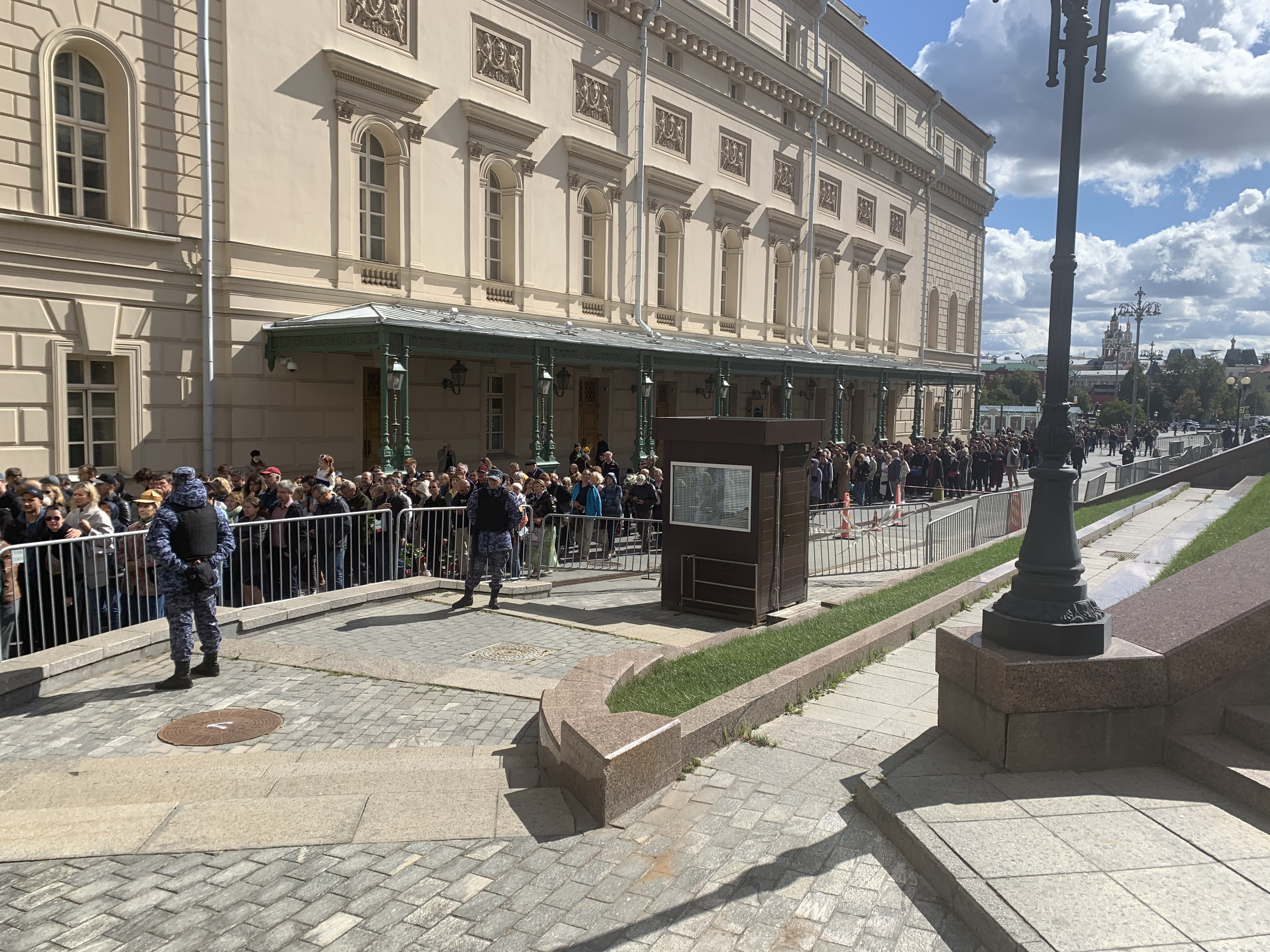
Milhares de pessoas querendo se despedir de Gorbatchov fazem fila na Praça do Teatro, passando pela Kopevsky Lane e Bolshaya Dmitrovka

O primeiro-ministro australiano Anthony Albanese chamou Gorbatchov de "homem de cordialidade, esperança, determinação e enorme coragem". O ex-primeiro-ministro Paul Keating também enviou condolências.
Através de uma secretaria de imprensa, o presidente búlgaro Rumen Radev apresentou as suas condolências à família de Gorbatchov, citando a crença de Gorbatchov no livre-arbítrio como um catalisador para a unificação da Europa. O presidente romeno Klaus Iohannis e o ex-presidente Ion Iliescu fizeram comentários após a sua morte.
O primeiro-ministro canadense Justin Trudeau elogiou Gorbatchov por suas realizações durante seu mandato. O ex-primeiro-ministro Brian Mulroney também enviou condolências.
O presidente israelita Isaac Herzog descreveu Gorbatchov como um "líder corajoso e visionário".
O primeiro-ministro japonês, Fumio Kishida, em uma entrevista coletiva, elogiou Gorbatchov por "apoiar a abolição das armas nucleares"; Kishida é natural de Hiroshima.
O porta-voz do Ministério das Relações Exteriores da China, Zhao Lijian, ofereceu condolências à família de Gorbatchov, afirmando que ele "deu uma contribuição positiva para a normalização das relações entre a China e a União Soviética". Apesar das condolências de Zhao, a morte de Gorbatchov teve reações mistas na China, onde foi creditado com a normalização das relações sino-soviéticas, mas ao mesmo tempo visto negativamente por provocar a dissolução da União Soviética, já que o Partido Comunista Chinês vê a queda da União Soviética como uma "grande catástrofe ideológica que lança uma sombra sobre seu próprio futuro".